# Lijst van Nederlandse aardappelmeelfabrieken
Dit een lijst van Nederlandse aardappelmeelfabrieken. Deze produceerden aardappelzetmeel en vaak ook zetmeelderivaten, zoals aardappelstroop, glucose en dextrines. Vrijwel alle productiefaciliteiten zijn door schaalvergroting en concentratie verdwenen, maar veel gebouwen hebben een nieuwe bestemming gekregen.
Het overgrote deel van de fabrieken stond in de Groninger Veenkoloniën en aangrenzende veenkoloniën in Drenthe. In de laatste kolom van de hoofdtabel zijn de officiële afkortingen gebruikt voor de Nederlandse provincies. Hieronder per provincie de totalen van de fabrieken die in de lijst genoemd worden.
| Provincie     | code   | Aantal fabrieken |
| ------------- | ------ | ---------------- |
| Groningen     | GR     | 39               |
| Drenthe       | DR     | 6                |
| Overijssel    | OV     | 2                |
| Friesland     | FR     | 2                |
| Gelderland    | GE     | 2                |
| Zuid-Holland  | ZH     | 3                |
| Zeeland       | ZE     | 1                |
| Limburg       | LI     | 1                |
| Utrecht       | UT     | —                |
| Noord-Holland | NH     | —                |
| Noord-Brabant | NB     | —                |
| Flevoland     | Fl     | —                |
| Totaal        | Totaal | 56               |

## Lijst
| Naam                                                | Plaats                    | Begin    | Eind      | Sloop     | Derivaten                                                                                     | Opgericht als         | Opmerkingen | Provincie, kaart, foto |
| --------------------------------------------------- | ------------------------- | -------- | --------- | --------- | --------------------------------------------------------------------------------------------- | --------------------- | --- | ---------------------- |
| W.A. Scholten "Tonden"                              | Foxhol                    | 1841     | -         |           | Stroop en sagoparels                                                                          |                       | Eerste succesvolle aardappelmeelfabriek van W.A. Scholten, de basis voor het latere Scholten-concern. Vanaf 1843 ook productie van aardappelstroop. In 1920 oprichting W.A. Scholten Chemische Fabrieken op dezelfde locatie. Onderdeel van Avebe sinds 1978, na het faillissement van Koninklijke Scholten-Honig (KSH). Na 1999 uitsluitend productie van zetmeelderivaten. Van 1947 tot 2006 werd de ontbijtpap Brinta hier geproduceerd. Gedurende de periode 2005–2011 was het hoofdkantoor van Avebe hier gevestigd. | GR – kaart             |
| "Oostermoer"                                        | Gasselternijveen          | 1903     | -         |           |                                                                                               | Coöperatie            | Sinds 1921 lid/onderdeel van AVB/Avebe. In 1936 gefuseerd met de "Coöperatieve Aardappelmeelfabriek Bareveld G.A.", waarna de fabriek in Bareveld werd gesloten. In 1977 was dit de eerste schone fabriek van Avebe en de eerste aardappelmeelfabriek ter wereld die geen verontreinigd afvalwater meer loosde. | DR – kaart             |
| "Musselkanaal en Omstreken" (W.T.M.)                | Ter Apelkanaal            | 1904     | -         |           |                                                                                               | Coöperatie            | In 1964 na fusie met "Westerwolde" en "Ter Apel en Omstreken" omgedoopt tot "Coöperatieve Vereniging Aardappelmeelfabriek Westerwolde, Ter Apel, Musselkanaal" (W.T.M.). Vanaf 1971 opgenomen in Avebe. | GR – kaart             |
| Van Linge & Co                                      | Veendam                   | 1869     | 2018      |           | Van 1926 tot 1962 dextrineproductie                                                           |                       | Van 1956-1963 onderdeel van D.W.M. (na overname Van Linge & Co door D.W.M.) Na de overname van D.W.M door Avebe in 1962 werd de reguliere productie stopgezet. Van 1963-2018 waren op deze locatie het laboratorium en de proeffabriek voor research en development van Avebe gevestigd (Innovation Centre / Avebe Food). | GR – kaart             |
| D.W.M. & Co. (Duintjer, Wilkens & Meihuizen)        | Veendam                   | 1870     | 2009      | 2012-2013 | In 1874 stroop, vanaf 1879 glucose en vervolgens vanaf 1930 productie van dextrines.          |                       | Vanaf 1963 onderdeel van Avebe. Na 1981 uitsluitend productie van zetmeelderivaten. Het stopzetten van de stroopproductie op de locatie D.W.M. in 2003 betekende tevens het einde voor de bakkerijgrondstof massee, een bijproduct van de stroopproductie. De gebouwen zijn in 2012-2013 gesloopt. | GR – kaart             |
| "Onder Ons" (OKO)                                   | De Krim                   | 1906     | 1993      |           |                                                                                               | Coöperatie vanaf 1911 | Oorspronkelijke naam "Internos", vanaf 1912 "Onder Ons". OKO was in 1974 de laatste nog zelfstandig opererende aardappelmeelfabriek. Tussen 1974-1978 onderdeel van Koninklijke Scholten-Honig (KSH), vanaf 1978 Avebe (na het faillissement van KSH). Gesloten in 1993 als onderdeel van een reorganisatie bij Avebe. Anno 2021 bood de fabriek biedt plaats aan diverse commerciële bedrijven. | OV – kaart             |
| "Ter Apel en Omstreken" (W.T.M.)                    | Ter Apel                  | 1916     | 1981      |           |                                                                                               | Coöperatie            | In 1964 na fusie met "Westerwolde" en "Musselkanaal en Omstreken" omgedoopt tot "W.T.M.". Vanaf 1971 productie opgenomen in Avebe. De fabriek werd na de campagne van 1981 gesloten vanwege naderende milieuverplichtingen. De inmiddels flink in verval geraakte gebouwen en het bijbehorende terrein worden sinds 2019 omgebouwd tot "Ecodorp". | GR – kaart             |
| "Hollandia"                                         | Nieuw-Buinen              | 1898     | 1981      | 1994      |                                                                                               | Coöperatie            | Productie gestart in 1900 In 1971 productie opgenomen in Avebe. Vanaf 1977 produceerde deze fabriek zelf geen aardappelmeel meer, maar werd de productie van andere fabrieken hier gedroogd, opgeslagen en verpakt. De fabriek werd in 1981 gesloten en de gebouwen zijn in 1994 gesloopt. | DR – kaart             |
| "Alteveer"                                          | Alteveer (Stadskanaal)    | 1909     | 1981      | 1985      |                                                                                               | Coöperatie            | Vanaf 1921 lid van Avebe. In 1971 productie opgenomen in Avebe. Vanaf 1977 produceerde deze fabriek zelf geen aardappelmeel meer, maar werd de productie van andere fabrieken hier gedroogd, opgeslagen en verpakt. De fabriek werd in 1981 gesloten en de gebouwen zijn in 1985 gesloopt. Op het voormalige fabrieksterrein staat anno 2020 nog een grote silo die in gebruik is bij Avebe. | GR – kaart             |
| "Oranje"                                            | Oranje                    | 1913     | 1980      |           |                                                                                               | Coöperatie            | Vanaf 1919 lid/onderdeel AVB/Avebe. Deze fabriek stond bekend als technisch zeer vooruitstrevend. Gedwongen sluiting in 1980 vanwege stankoverlast en lozingen op het oppervlaktewater. In de oude fabrieksgebouwen was tussen 1992-2015 een overdekt attractiepark gevestigd. Het bijbehorende vakantiepark was tussen 2015-2017 in gebruik bij het COA voor de opvang van asielzoekers. Na enkele jaren van leegstand zal het geheel vernieuwde attractie/vakantiepark in 2022 heropend worden. | DR – kaart             |
| "Excelsior" (ENA)                                   | Veenoord                  | 1909     | 1980      |           |                                                                                               | Coöperatie            | "Excelsior" fuseerde in 1964 met "De Centrale", waarna de laatste werd gesloten. Productie werd geconcentreerd bij "Excelsior". Vanaf 1972 Avebe. Gedwongen sluiting in 1980 vanwege stankoverlast en lozingen op het oppervlaktewater. Anno 2021 was de fabriek in gebruik als bedrijfsverzamelgebouw. | DR – kaart             |
| Pekela en Omstreken                                 | Nieuwe Pekela             | 1900     | 1980      | 1985      |                                                                                               | Coöperatie            | Vanaf 1921 lid van Avebe. Vanaf 1971 productie opgenomen in Avebe. Gedwongen sluiting in 1980 vanwege stankoverlast en lozingen op het oppervlaktewater. Grotendeels gesloopt in 1985. | GR – kaart             |
| "De Twee Provinciën"                                | Stadskanaal               | 1914     | 1980      | 1984      |                                                                                               | Coöperatie            | Vanaf 1966 lid van Avebe. In 1968 gefuseerd met "De Toekomst" tot T.T.P. (Toekomst/Twee Provinciën). Na de sluiting van "De Toekomst" in 1969 werd de verwerkingscapaciteit in Stadskanaal verdubbeld. T.T.P. was daarmee de grootste aardappelmeelfabriek van Nederland en verantwoordelijk voor 12,5% van de totale Nederlandse aardappelmeelproductie. In 1971 spraken de leden-aandeelhouders zich uit voor een juridische fusie met Avebe. T.T.P. moest in 1980 gedwongen de poorten sluiten. De gemeente Stadskanaal weigerde al sinds 1973 om het bedrijf een nieuwe hinderwetvergunning te verlenen vanwege lozingen op het oppervlaktewater en stankoverlast. Deze al langer bestaande problemen zouden door de verdubbeling van de productiecapaciteit na het sluiten van "DeToekomst" onaanvaardbaar verergerd zijn. Avebe protesteerde tot aan de Raad van State tegen deze opgelegde sluiting, maar kon uiteindelijk niet voorkomen dat T.T.P. na de campagne van 1979 dicht moest. De gebouwen zijn in 1984 gesloopt. | GR – kaart             |
| O.J. Meijer (NZI)                                   | Zuidwending               | 1894     | 1977      |           |                                                                                               |                       | Opgericht in 1894 door Obbe Jacobs Meijer. In 1935 werd de naam gewijzigd in Nationale Zetmeelindustrie (NZI). Dit bedrijf produceerde o.a. zwelstijfsel en synthetische lijmen. In 1960 fuseerden alle bedrijven van O.J. Meijer, waaronder een derivatenfabriek, met W.A. Scholten, vanaf 1965 Koninklijke Scholten-Honig (KSH). De derivatenfabriek zou zich later ontwikkelen tot Scholten Lijmen BV, in 2001 overgenomen door Paramelt. Als onderdeel van een grote reorganisatie bij moederbedrijf KSH moest NZI in 1977 sluiten. De leegstaande fabriek bevindt zich anno 2019 in een deplorabele staat. | GR – kaart             |
| J. Hoogerbrugge                                     | Smilde                    | 1894     | 1976      |           |                                                                                               |                       | Na overname in 1918 verder als W.A. Scholten "Smilde en Omstreken". Vanaf 1965 onderdeel van Koninklijke Scholten-Honig (KSH). Vanwege naderende milieuverplichtingen -de fabriek loosde op het oppervlaktewater- besloot het inmiddels in financieel zwaar weer verkerende KSH het bedrijf na de campagne van 1975 te sluiten. Anno 2021 waren het terrein en de overgebleven gebouwen in gebruik bij een bedrijf in ijzer- en metaalrecycling. | DR - kaart             |
| "De Toekomst"                                       | Nieuwe Compagnie          | 1900     | 1969      |           |                                                                                               | Coöperatie            | In 1935 gefuseerd met de nabijgelegen "De Eendracht". De productie werd geconcentreerd bij "De Toekomst" en "De Eendracht" werd gesloten. In 1968 fuseerde "De Toekomst" met "De Twee Provinciën" in Stadskanaal tot T.T.P. (Toekomst/Twee Provinciën). Omdat de verwerkingscapaciteit van "De Toekomst" niet meer economisch rendabel kon worden opgevoerd werd besloten om de productie te concentreren bij "De Twee Provinciën" en "De Toekomst" in 1969 te sluiten. T.T.P. was de grootste aardappelmeelfabriek van Nederland en verantwoordelijk voor 12,5% van de totale Nederlandse aardappelmeelproductie. De leden-aandeelhouders spraken zich in 1971 uit voor een juridische fusie met Avebe. De grote fabriekshallen van "De Toekomst" zijn sinds de jaren 80 in gebruik als overdekte rommelmarkt. Verder is in een ander deel van het complex een tweetal gespecialiseerde automobielgerelateerde bedrijven gevestigd.                                                                                                | GR – kaart             |
| "De Woudbloem"                                      | Woudbloem, Scharmer       | 1904     | 1967      | 1982      | Vanaf 1908 ook dextrineproductie                                                              | Coöperatie            | In 1966 overgenomen door D.W.M. waarna de productie werd geconcentreerd in Veendam. "De Woudbloem" werd na de campagne van 1967 gesloten. De leden-aandeelhouders van "De Woudbloem" spraken zich in 1971 uit voor een juridische fusie met Avebe. Het terrein met daarop nog enkele fabriekshallen is sinds 1979 in gebruik bij een jachtwerf. Het hoofdgebouw is in 1982 gesloopt. | GR – kaart             |
| W.A. Scholten "Motké"                               | Zuidbroek                 | 1859     | 1966      | 1980      | Kandij, stroop, sago en beenzwart, vanaf 1872 dextrines                                       |                       | "Motké" was een van W.A. Scholtens eerste fabrieken. Oorspronkelijk opgericht als bietsuikerfabriek werd het bedrijf vanwege tegenvallende resultaten al snel omgebouwd tot een aardappelmeel- en kandijfabriek. Tussen 1932-1940 was hier het hoofdkantoor van het Scholten-concern gevestigd. Na de sluiting in 1965 werd de productie overgebracht naar de fabriek in Foxhol. De monumentale, rijk geornamenteerde fabriek werd na jaren van leegstand en verval in 1980 gesloopt, nadat een late poging tot behoud op niets was uitgelopen. | GR – kaart             |
| "Westerwolde"                                       | Veelerveen                | 1913     | 1964      | 1981      |                                                                                               | Coöperatie            | Vanaf 1956 lid van Avebe. Tussen 1962-1964 ontmanteld ten behoeve van de fusie van de fabrieken "Ter Apel e.o." en "Musselkanaal e.o.". Na de fusie ontstond zo de "Coöperatieve Vereniging Aardappelmeelfabriek Westerwolde, Ter Apel, Musselkanaal" (W.T.M.). De karakteristieke gebouwen zijn in 1981 gesloopt. | GR – kaart             |
| "De Centrale"                                       | Coevorden                 | 1908     | 1964      | 2010      |                                                                                               | Coöperatie            | Gesloten in 1964 na fusie met "Excelsior". De gebouwen zijn eind 2010 gesloopt, waarbij de voorgevel en de fabriekspijp zijn behouden. | DR – kaart             |
| "De Baanbreker"                                     | Lutten                    | 1900     | 1957      |           |                                                                                               | Coöperatie            | Aardappelmeel, stroop en zetmeelderivaten en vanaf 1901 ook dextrine. In 1957 overgenomen door W.A. Scholten en vervolgens gesloten. De productie werd overgebracht naar Foxhol. Anno 2016 waren de gebouwen in gebruik bij Wildkamp kunststoffen | OV – kaart             |
| "Wildervank en Omstreken"                           | Eexterveenschekanaal      | 1903     | 1954      |           |                                                                                               | Coöperatie            | Vanaf 1921 lid van Avebe. De leden-aandeelhouders van "Wildervank en Omstreken" spraken zich in 1971 uit voor een juridische fusie met Avebe. De fabrieksgebouwen zijn grotendeels bewaard gebleven. | DR – kaart             |
| Everts, Hora Adema & Co                             | Bareveld                  | 1871     | 1936      | 1970      |                                                                                               | Coöperatie vanaf 1914 | Vanaf 1886 "N.V. Leeuwarder Aardappelmeel- en Stroopfabriek". Vervolgens vanaf 1914 "Coöperatieve Aardappelmeelfabriek Bareveld". In 1936 gefuseerd met het veel grotere "Oostermoer", waarmee de fabriek onderdeel werd van Avebe. "Bareveld" werd meteen na de fusie gesloten. Het bedrijf bleef tot 1941 in liquidatie. De oorspronkelijke fabrieksgebouwen zijn bij branden in 1963 en 1970 verloren gegaan. | GR – kaart             |
| N.V. Groninger Aardappelmeelfabriek (Damhoff & Co.) | Foxhol                    | 1909     | 1935      | 1936      | Stroop en dextrine                                                                            |                       | Voortzetting van "Wilhelmina". In juli 1935 volledig afgebrand na een stofexplosie en niet herbouwd. De restanten zijn in 1936 opgeruimd. | GR                     |
| "De Eendracht"                                      | Kiel-Windeweer            | 1898     | 1935      | 1938      |                                                                                               | Coöperatie            | In 1935 gefuseerd met de iets verderop gelegen "De Toekomst", waarna "De Eendracht" werd gesloten. De definitieve liquidatie vond plaats in 1943. De fabriek is in 1938 gesloopt, alleen de directeurswoning is bewaard gebleven. | GR – kaart             |
| Kaiser, Van Linge & Co.                             | Veendam                   | 1878     | 1935      | 1936      |                                                                                               |                       | Afgebrand in 1884. Verkocht aan D.W.M. en herbouwd in 1885. | GR – kaart             |
| Meihuizen-Boon & Co "Excelsior"                     | Veendam                   | 1862     | 1935      |           | Sago, vanaf 1865 stroop en later glucose                                                      |                       | Opgericht door Kornelis Pieter Boon en Meihuizen. In 1930 overgenomen door W.A. Scholten. De productie bij dit bedrijf werd in 1935 gestaakt. De zetmeelproductie was reeds in 1929 gestopt. | GR – kaart             |
| "De Eersteling"                                     | Borgercompagnie           | 1898     | 1935      | 1936      |                                                                                               | Coöperatie            | Dit bedrijf was de eerste coöperatieve aardappelmeelfabriek van Nederland. Op 29 juli 1935 besloot de algemene ledenvergadering tot een fusie met "Wildervank en Omstreken", waarna de "Eersteling" zou worden geluiqideerd. De gebouwen zijn in 1936 gesloopt. De definitieve liquidatie vond plaats op 23 april 1942. | GR – kaart             |
| Smit, Vos, Zeven & Co                               | Ommelanderwijk            | 1878     | 1933      |           |                                                                                               |                       | In 1884 afgebrand en in 1885 overgenomen door Van Linge & Co. | GR – kaart             |
| Duintjer, Wilkens, Meihuizen                        | Dronrijp                  | 1879     | 1932      |           |                                                                                               |                       | In de gebouwen waren later onder meer een vlasverwerkend bedrijf en een pottenbakkerij gevestigd. | FR – kaart             |
| W.A. Scholten "Stadskanaal"                         | Stadskanaal (Pekelderweg) | 1866     | 1931      |           |                                                                                               |                       | Oorspronkelijk een aardappelmoutwijnbranderij. In 1866 door W.A. Scholten gekocht en omgebouwd tot aardappelmeelfabriek. Deze fabriek leverde, evenals de fabriek in Veendam, nat aardappelmeel voor verdere bewerking in andere Scholten-fabrieken. | GR – kaart             |
| K & J Wilkens N.V.                                  | Ommelanderwijk            | 1878     | 1929      | 1929      | Vanaf 1911 dextrines                                                                          |                       | Oorspronkelijk tussen 1878-1880 "Wilkens & Panman". Op 24 juli 1929 werd dit bedrijf volledig verwoest door een geweldige stofexplosie die tot diep in Drenthe de ruiten liet trillen. Er waren 8 doden en 18 zwaargewonden te betreuren. De ontplofte aardappelmeelfabriek werd niet herbouwd en de resten werden gesloopt. Vervolgens werd bij de houtzagerij van K.&J. Wilkens aan het Boven Oosterdiep te Veendam een nieuwe fabriek voor de productie van dextrines gebouwd. Deze fabriek werd in 1961 opgenomen in het Scholten-concern. | GR – kaart             |
| H. Wolda & Co                                       | Veendam                   | 1867     | 1927      | 1927      |                                                                                               | Coöperatie vanaf 1912 | Tussen 1875-1879 geen productie. Na 1921 "Veendam en Omstreken". De fabriek is in september 1927 geheel afgebrand. | GR – kaart             |
| K & J Wilkens                                       | Zuidwending               | 1869     | 1926      |           |                                                                                               |                       | In 1877 overgenomen door W.A. Scholten. In 1926 werd de fabriek door Scholten gesloten. De gebouwen werden verkocht en kort daarop gesloopt. | GR – kaart             |
| "De Drie Provinciën"                                | Oostwold (Leek)           | 1914     | 1926      | 1978      |                                                                                               | Coöperatie            | In 1926 gesloten vanwege voortdurende slechte resultaten door een te geringe aanvoer van fabrieksaardappelen. In 1928 omgebouwd tot strokartonfabriek Erica II (gesloten in 1971). De gebouwen zijn in 1978 gesloopt. | GR – kaart             |
| Everts, Adema & Co                                  | Huizum                    | 1844     | 1924      |           | Stroop                                                                                        |                       | Dit bedrijf produceerde vanaf 1858 de bekende keukenstroop "De Friesche Vlag". Vanaf 1886: "N.V. Leeuwarder Aardappelmeel- en Stroopfabriek". In 1924 verkocht aan de NV Verweij & Spoorenbergs Glucosefabriek uit Tiel, die de productie op deze locatie nog tot 1936 voortzette. De Friesche Vlag keukenstroop is anno 2021 nog steeds verkrijgbaar. | FR – kaart             |
| Gebr. Geling "l'Esperance"                          | Tripscompagnie            | 1898     | 1923      | 1926      |                                                                                               |                       | De fabriek werd in 1925 compleet met alle machines verkocht aan de Fa. Gebr. Hensema & Co uit Winschoten met de bedoeling de productie te hervatten. Dit kwam echter niet van de grond en de gebouwen zijn in 1926 gesloopt. De definitieve liquidatie vond plaats in 1929. | GR – kaart             |
| Gebr. Drenth & Co                                   | Oude Pekela               | 1892     | 1918      | 1920      |                                                                                               | Coöperatie vanaf 1914 | De "Coöperatieve Aardappelmeelfabriek Oude Pekela" werd In 1918 gesloten vanwege aanhoudend slechte resultaten door een te geringe aanvoer van fabrieksaardappelen. Geliquideerd in 1920, waarna de gebouwen meteen werden gesloopt. | GR – kaart             |
| G. Dutalis & Co "Hibernia"                          | Muntendam                 | 1857     | 1918      | 1926      |                                                                                               |                       | Opgericht door Gustave Dutalis. In 1884 overgenomen door W.A. Scholten, die het bedrijf in 1918 sloot en de gebouwen verkocht. De leegstaande fabriek werd in 1926 gesloopt. De hoge fabriekspijp volgde in 1930. | GR – kaart             |
| Fa. Erven Topper & Co                               | Wildervank                | 1896     | 1916      | 1916      |                                                                                               |                       | Voortzetting van Veenhoven, Schuringa & Co. Het oorspronkelijke bedrijf is in juni 1899 volledig afgebrand. De fabriek werd herbouwd, maar bij een felle brand in mei 1916 werd het bedrijf opnieuw in de as gelegd. Het terrein en de nog resterende gebouwen werden vervolgens verkocht. | GR                     |
| "Wilhelmina"                                        | Foxhol                    | 1893     | 1909      | 1936      | Vanaf 1905 dextrine                                                                           |                       | In 1909 overname door de "N.V. Groninger Aardappelmeelfabriek" van Damhoff & Drost, met Fr. Hesse, de oprichter van "Wilhelmina", als mede-eigenaar. "Wilhelmina" werd in 1912 geliquideerd, na het faillissement van de erven Friedrich Hesse. | GR – kaart             |
| Graaf Pietro van Lamsweerde                         | Foxholsterbosch           | 1901     | 1906      | 1910      |                                                                                               |                       | De gehele inventaris van deze fabriek werd op 4 augustus 1907 door de metaalhandelaar F. Simons uit Martenshoek te koop aangeboden. De gebouwen zijn in 1910 gesloopt. | GR – kaart             |
| "De Nijverheid"                                     | Stadskanaal               | 1878     | 1907      | 1915      | Stroop en sago, vanaf 1891 ook dextrine, stroop gestopt. Tussen 1907 en 1915 alleen dextrine. |                       | Dit bedrijf werd geteisterd door branden. De Nijverheid brandde in 1886 voor het eerst gedeeltelijk af door een grote brand in de sagofabriek. In 1892 was er opnieuw sprake van een flinke brand waarbij forse schade werd aangericht. De aardappelmeelproductie werd echter nog voortgezet tot de uiteindelijke liquidatie in 1907. Het bedrijf ging verder als dextrinefabriek "De Nijverheid", welke in 1915 volledig is afgebrand. Kort daarop werd op het terrein een aardappeldrogerij – ook "De Nijverheid" genaamd – gebouwd, die in 1923 eveneens afbrandde. De aardappel-walsmeelfabriek "De Toekomst" op dezelfde locatie brandde in 1925 ook volledig af. | GR – kaart             |
| H.C. ten Horn & Co                                  | Oude Pekela               | 1892     | 1898      | 1898      |                                                                                               |                       | Oorspronkelijk H.C. ten Horn & Co, "Noordstar" en vanaf 1895 "Orania". In september 1898 geheel afgebrand. Op de vrijgekomen locatie werd in 1903 de strokartonfabriek Free & Co. gebouwd. | GR – kaart             |
| W.A. Scholten                                       | Veendam                   | 1866     | 1898      |           |                                                                                               |                       | Oorspronkelijk een moutwijnbranderij. In 1866 door W.A. Scholten aangekocht en omgebouwd tot aardappelmeelfabriek. Deze fabriek leverde, evenals de fabriek in Sradskanaal, nat aardappelmeel voor verdere bewerking in andere Scholten-fabrieken. | GR – kaart             |
| Veenhoven, Schuringa & Co                           | Wildervank                | 1873     | 1896      | 1899      |                                                                                               |                       | In 1896 werd het in werking zijnde bedrijf publiekelijk te koop aangeboden. De productie werd voortgezet door de Fa. Erven Topper & Co. | GR – kaart             |
| Engelsman & Co                                      | Veendam                   | 1874     | 1886      |           |                                                                                               |                       | In 1886 gedeeltelijk afgebrand. Het terrein met de nog resterende gebouwen werd aangekocht door de Fa. K. & J. Wilkens, waarna alle gebouwen gesloopt werden. | GR                     |
| Gabriëls, Geelen & Co.                              | Roermond                  | 1877     | 1881      |           | Stroop, gom, sago en karamel                                                                  |                       | In oktober 1881 geheel afgebrand. In 1882 herbouwd als fabriek voor lucifers, schoensmeer en druivensuiker. In 1883 opnieuw afgebrand en daarna voortgezet als fabriek voor druivensuiker, welke in 1885 uiteindelijk definitief gesloten werd. | LI                     |
| Hoveling & Botjes                                   | Veendam                   | 1864     | 1884      |           |                                                                                               |                       | | GR                     |
| Romkes, Bakker & Van Calcar                         | Sappemeer                 | 1872     | 1883      |           |                                                                                               |                       | Vanaf 1883 legde dit bedrijf zich als Gist- en Spiritusfabriek "Sappemeer" voornamelijk toe op de productie van gist en alcoholische dranken. De distilleerderij zou nog tot 1971 in bedrijf blijven. | GR                     |
| J.K. Boon                                           | Hoogezand                 | 1876     | 1880      |           |                                                                                               |                       | | GR                     |
| Hulstkamp & Molijn                                  | Rotterdam                 | 1844?    | voor 1870 |           | stroop                                                                                        |                       | Opgeheven tussen 1860 en 1870. Waarschijnlijk produceerde dit bedrijf grondstoffen voor de distilleerderij "Hulstkamp & Zoon & Molijn". | ZH                     |
| Goudsche Siroopfabriek                              | Gouda                     | 1839     | 1861      | 1964      | stroop                                                                                        |                       | In 1861 gestopt met aardappelmeel. Vervolgens tot 1941 stroopproductie. Productierechten verkocht aan D.W.M. (Veendam). De gebouwen zijn in 1964 gesloopt. | ZH – kaart             |
| J.A. Boon                                           | Muntendam                 | 1840     | 1853      |           |                                                                                               |                       | Deze fabriek was nogal ongunstig gelegen, wat de winstgevendheid niet ten goede kwam. Na het overlijden van oprichter Boon in 1853 werd het bedrijf dan ook opgeheven. | GR – kaart             |
| Heerlijkheid Poederoijen                            | Poederoijen               | 1840 (?) | 1853      |           | stroop                                                                                        |                       | Moutwijnfabriek uitgebreid met aardappelstroopfabriek door Daniel Viruly, broer van Theodorus Pieter Viruly. | GE                     |
| J. Backer, "De Oorsprong"                           | Oosterbeek                | 1833     | 1852      |           | stroop                                                                                        |                       | In 1811 opgericht als bietsuikerfabriek. Afgebrand en herbouwd als aardappelmeelfabriek. | GE – kaart             |
| Johannes de Groff                                   | Sas van Gent              | 1843     | 1850      |           |                                                                                               |                       | Aangedreven door een rosmolen. Afgebrand. | ZE                     |
| J. J. H. van Wetering                               | Gouda                     | 1819     | 1837      |           | aardappelstroop                                                                               |                       | Gesloten wegens stankoverlast. | ZH – kaart             |

Na het faillissement van Koninklijke Scholten-Honig in 1978 gingen de meeste aardappelmeelfabrieken van het Scholten-concern over naar het coöperatieve Avebe, dat daarmee alle nog overgebleven aardappelmeelfabrieken in Nederland (Foxhol, Ter Apelkanaal en Gasselternijveen) in handen had.